# Tel Afek

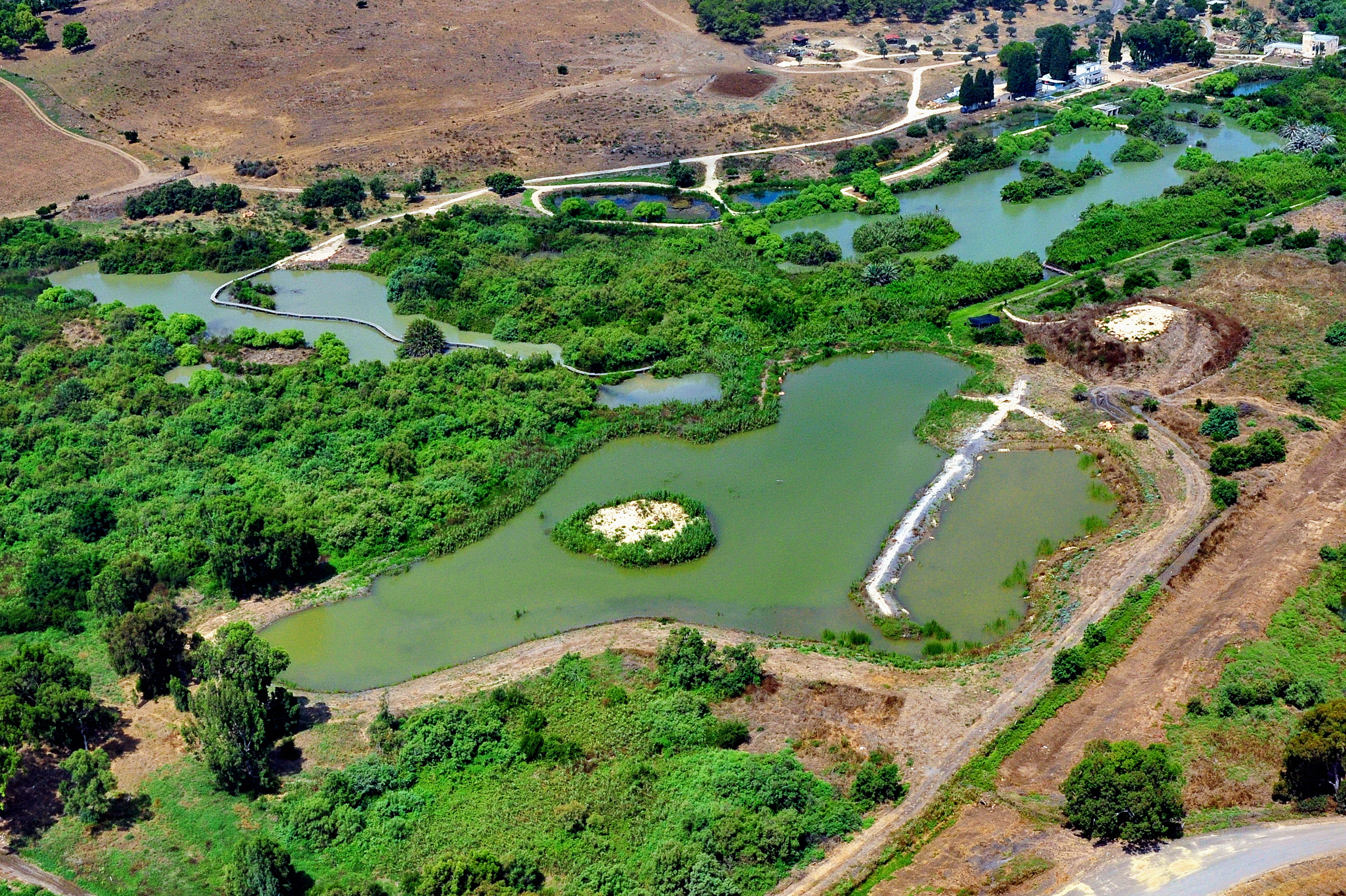
Ein Afek aerial photo

Tel Afek (hebr. תל אפק) – stanowisko archeologiczne położone w północnej części równiny przybrzeżnej Izraela w pobliżu Zatoki Hajfy. Na terenie tell i zachowanych w otoczeniu mokradeł utworzono w 1979 roku rezerwat przyrody.

## Historia

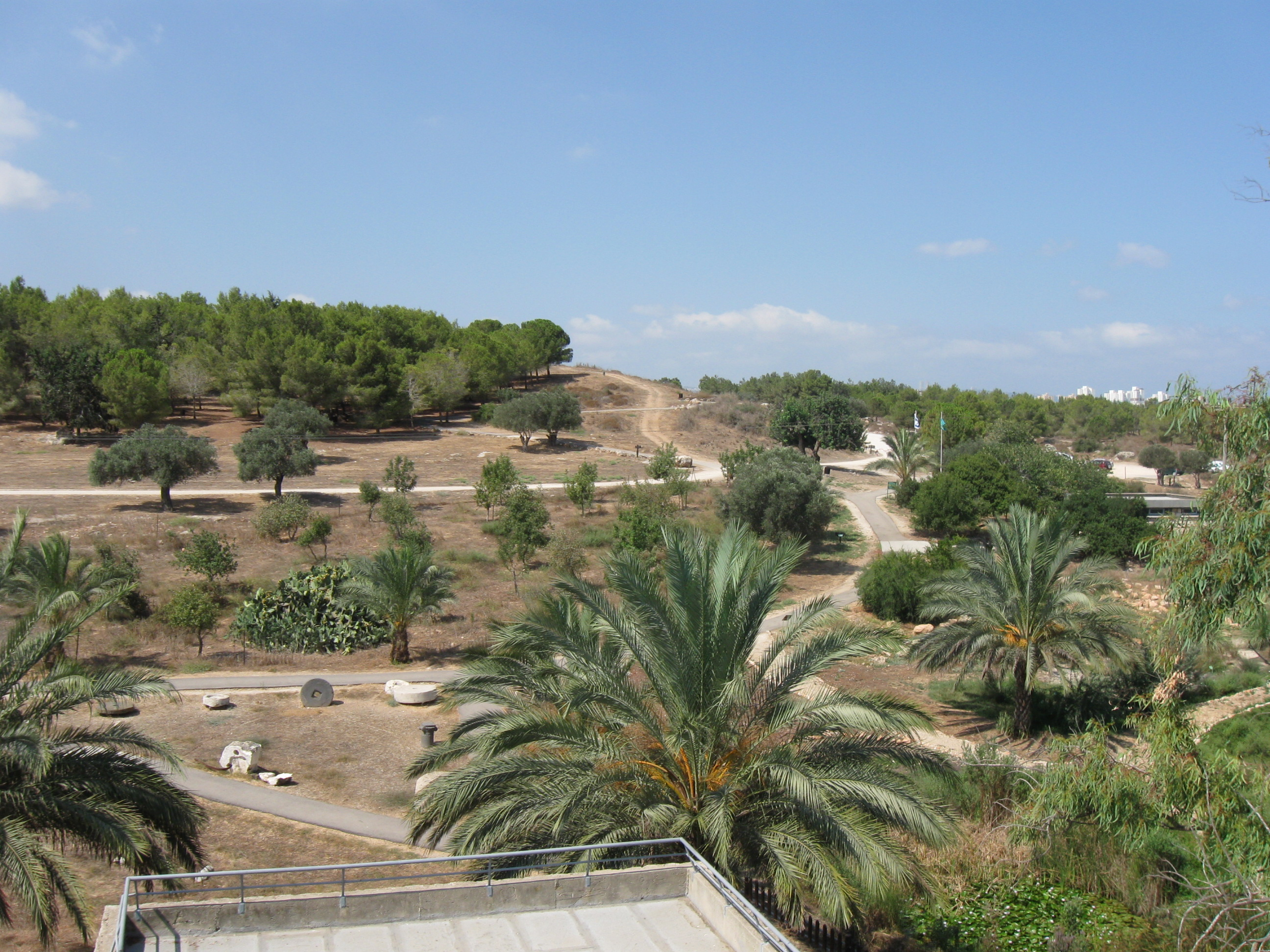
Stanowisko archeologiczne Tel Afek

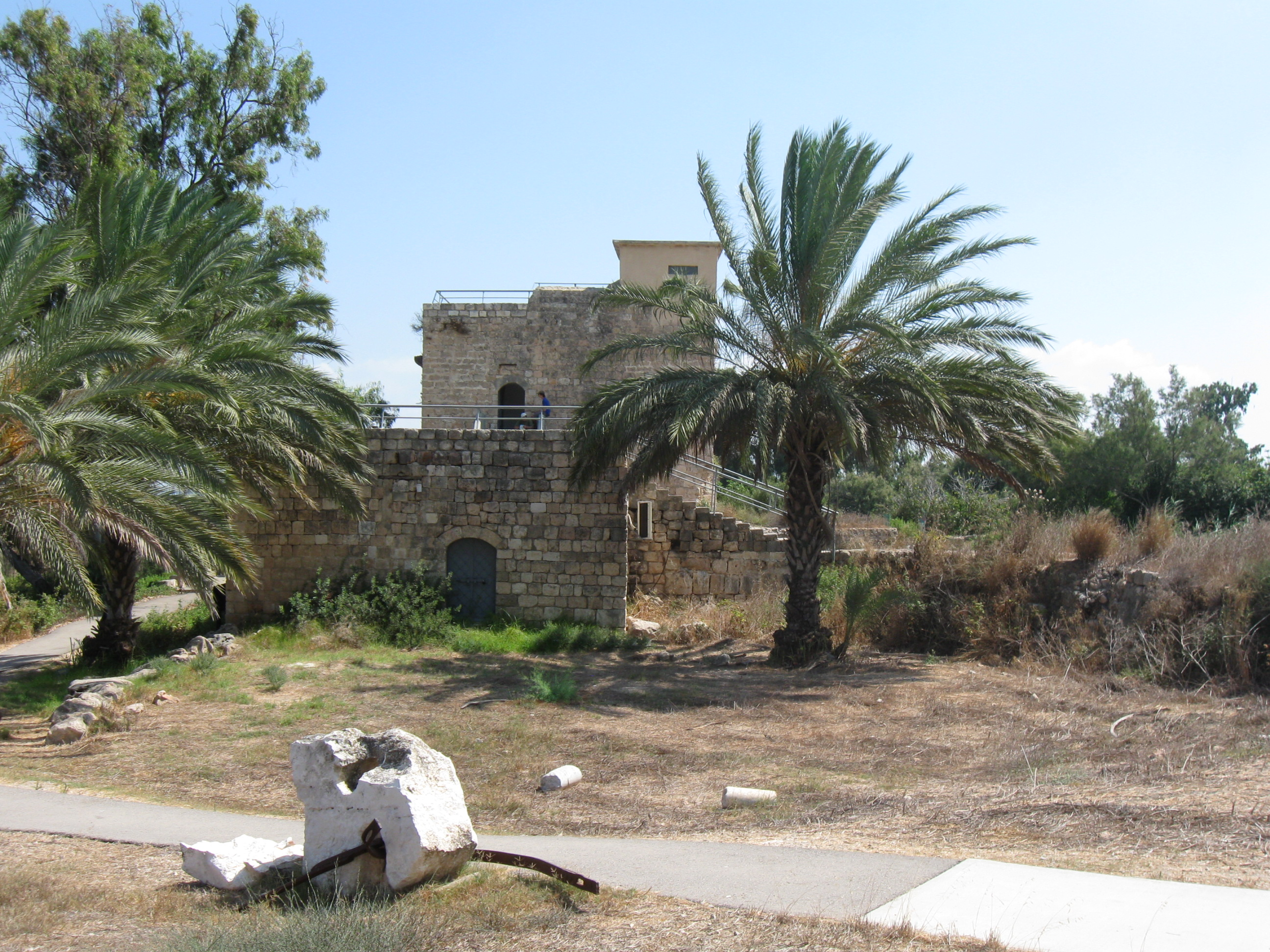
Pozostałości zamku krzyżowców

Badania archeologiczne wskazują, że okolica ta była zamieszkana już w epoce miedzi. W epoce brązu istniało tutaj starożytne miasto portowe Kananejczyków. Z okresu tego pochodzą odkryte pozostałości masywnych murów obronnych. Okolica była także zamieszkana w epoce żelaza. Egipskie dokumenty z czasów panowania faraona Ramzesa II wymieniają miasto jako fenicki port handlowy. Po podboju Kanaanu przez Żydów, powstało tutaj biblijne miasto Afek, należące do izraelskiego pokolenia Asera. W okresie wypraw krzyżowych w XII i XIII wieku na wzgórzu wybudowano zamek obronny z basztą. Nazywał się on Ricordana (Recordane lub Ricordane). Podczas VI wyprawy krzyżowej w zamku zatrzymał się cesarz Fryderyk II Hohenstauf. Później w pobliżu Tel Afek była położona arabska wioska Wa'arat as-Sarris. Według danych z 1920 roku, istniało tutaj 35 źródeł zasilających rzekę Naaman. W latach 1937–1939 tereny te były systematycznie osuszane, aby przeciwdziałać malarii przenoszonej przez komary. W wyniku tych działań woda z mokradeł została skierowana do kanałów, a następnie wystąpiło zjawisko opadania poziomu wód gruntowych. W rezultacie część tutejszych źródeł wyschła, a obszar bagien zaczął maleć. Następnie, w 1946 roku w rejonie wzgórza został założony kibuc Afek. Począwszy od 1960 roku rozpoczęto pompowanie wody z mokradeł do celów rolniczych. W wyniku nadmiernego eksploatowania, większość pozostałych źródeł wyschła. Ilość wody spadła z 50 mln metrów sześciennych rocznie do zaledwie 2 mln. W latach suchych nastąpił całkowity zanik tutejszych źródeł i strumieni, powodując klęskę suszy. Aby przeciwdziałać tym zjawiskom w 1979 roku podjęto decyzję o utworzeniu rezerwatu przyrody. W następnych latach podjęto szereg działań zmierzających w celu odtworzenia dawnego ekosystemu.

## Rezerwat przyrody

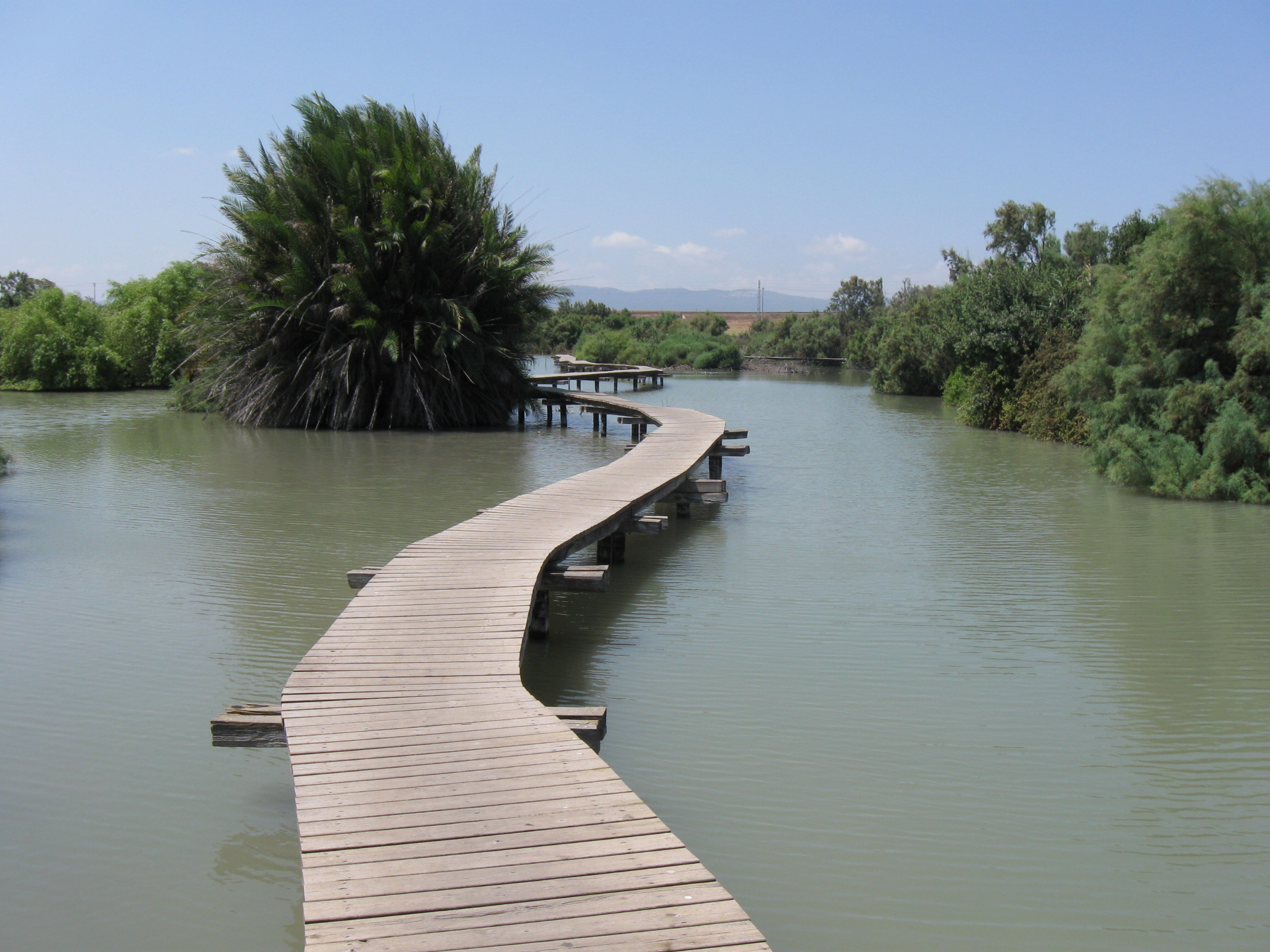
Szlak turystyczne przez moczary Tel Afek

Rezerwat przyrody Tel Afek obejmuje pozostałości bagien i mokradeł rzeki Naaman. Z typowych roślin występują tutaj tamaryszki, rukiew wodna, trzcina pospolita, jeżyna, krwawnica pospolita, hydrofity i grążel żółty. Największymi tutejszymi zwierzętami są bawoły, których populacja zapobiega nadmiernemu rozwojowi drzew w okolicy, a tym samym utrzymuje podmokły charakter rezerwatu. Z innych ssaków występują tutaj: mangusta egipska, nutria, jeżozwierz indyjski, chaus, dzik i szakal złocisty. W rezerwacie ptactwa można spotkać: łyska, ślepowrona zwyczajnego, krzyżówkę, czaplę nadobną, ibisa kasztanowatego, czajkę szponiastą, cyraneczkę, a także wróblowe, nektarniki i bilbile arabskie. Populacja gadów obejmuje: węże, jaszczurki i żółwie kaspijskie. Z ryb jest między innymi: tilapia, gambuzja pospolita, karp i sum afrykański. 

## Turystyka
Rezerwat przyrody Tel Afek jest położony w bezpośrednim sąsiedztwie kibucu Afek. Na terenie rezerwatu wytyczono trzy szlaki turystyczne: (1) obejmuje obszar torfowisk, (2) biegnie po torfowisku i miejscach zabytkowych, oraz (3) prowadzi na szczyt wzgórza Tel Afek.

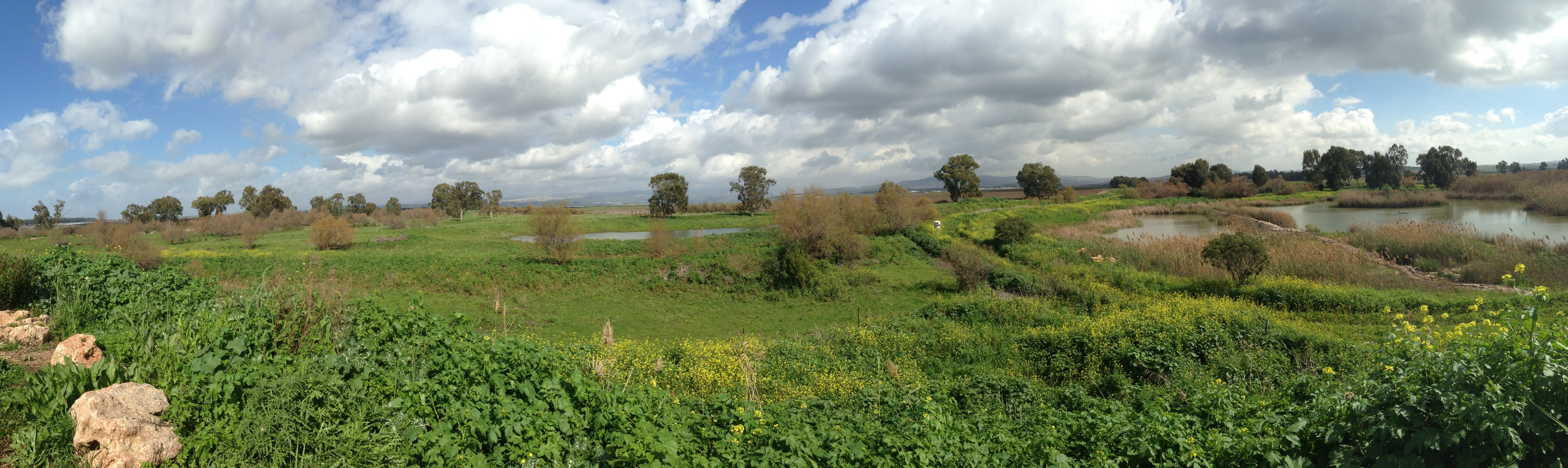
Panorama rezerwatu przyrody Tel Afek

## Transport
Z rezerwatu wyjeżdża się na południowy zachód na drogę nr 7911, którą jadąc na zachód dojeżdża się do budowanego węzła drogowego z autostradą nr 22 i dalej do miasta Kirjat Bialik i skrzyżowania z drogą nr 4.